# Cơm nắm
Cơm nắm là một món cơm Việt Nam của miền Bắc, được làm từ cơm nấu chín và tạo hình thành cuộn. Món ăn này thường được sử dụng khi người ta đi du lịch đến những vùng xa lạ mà không có nhà hàng hoặc nguyên liệu nấu ăn sẵn.

## Biến thể
- Cơm nắm muối vừng - cơm nắm dùng với muối và vừng.
- Cơm nắm lá cọ Phù Ninh - cơm nắm lá xuất xứ từ huyện Phù Ninh.